# Gymnoscelis harterti
Gymnoscelis harterti là một loài bướm đêm trong họ Geometridae.